# Damasus I.
Papež Damasus I. (asi 304, pravděpodobně v Hispánii – 11. prosinec 384) byl římským biskupem od 1. října 366 do své smrti 11. prosince 384. Během svého úřadu se zasazoval o primát Říma v křesťanské hierarchii. Oficiálně jej vyhlásil roku 382 Apoštolským stolcem na římském koncilu, jemuž předsedal. Zavedl latinu jako liturgický jazyk a na jeho pokyn proběhla revize latinského textu Bible, z čehož následně vznikl text známý jako Vulgáta. V Římě se podílel na architektonické a literární oslavě lokálních mučedníků a zdůrazňoval význam Petra. V synodách v letech 368 a 369 se vymezoval vůči učení biskupa Macedonia Konstantinopolského (Mekedonianismus či pneumatomachianismus) a Apollináře ml. z Laodikeiy (Apollinarismus). Dochovalo se 24 jeho anathém proti různým tzv. herezím a známy jsou jeho snahy o eliminaci Ariánství.
Některými křesťanskými církvemi je uznávám jako svatý. Jeho svátek je slaven 11. prosince.

## Život
Za Damasova života došlo k několika zásadním politickým událostem:
- ke sjednocení a znovurozdělení západní a východní římské říše,
- k uznání křesťanství jako státního náboženství,
- k pohanské reakci za vlády Juliana zvaného Apostata,
- ke konečnému prosazení křesťanství v západní Evropě.

### Mládí
Damasus se narodil okolo roku 304 patrně ve městě Idanha-a-Nova (v blízkosti dnešního Guimarães v Portugalsku) nebo v Galicii ve Španělsku. Rodina přesídlila do Říma a jeho otec Antonio se stal knězem v chrámu San Lorenzo v Římě. Matka se jmenovala Laurentia. Damasus byl vychován v hluboké víře a v kostele sv. Vavřince se stal otcovým nástupcem.
Během Damasova dětství se císaři Konstantinu I. podařilo ovládnout západní část římské říše a Ediktem milánským roku 313 učinil křesťanství náboženstvím celé říše římské. Východořímský císař Licinius edikt odmítl. Občanská válka, která následovala, skončila roku 324 sjednocením říše pod vládou Konstantina I. Tehdy bylo Damasovi něco přes dvacet let.
Když císař Konstantin poslal papeže Liberia do vyhnanství, Damasus jako arciděkan římské církve řídil římskou křesťanskou obec až do Liberiova návratu.

### Krize následnictví
V raných dobách církve byli římští biskupové voleni duchovenstvem i věřícími římské diecéze v přítomnosti dalších biskupů provincie, podobně jako i v jiných diecézích. V pronásledované a menšinové církvi tento způsob plnil svůj účel. S růstem počtu věřících, s rostoucím vlivem církve i společenským postavením římského biskupa se volba stávala i politicky citlivou a společensky prestižní záležitostí. Ke slovu se dostala rivalita mezi kandidáty, sobecké zájmy jednotlivých skupin i rozpory mezi patriciji a plebeji. Navíc císařové, kteří učinili z křesťanství státní náboženství, si osobovali právo nově zvoleného biskupa potvrdit.
Po smrti papeže Liberia spolu soupeřily dva tábory. První podporoval bývalého Liberiova děkana Ursina a druhý, dříve loajální ke vzdoropapeži Felixovi, podporoval Damasa (o nepřehledné situaci píše i anonymní Damasův nepřítel v Quae Gesta sunt inter Liberium et Felicem episcopos). Zatímco příslušníci vyšších vrstev římské společnosti zvolili papežem Damasa, současně na jiném místě někteří duchovní a laici zvolili Ursina. Na počátku října roku 366 se rozpoutaly mezi oběma tábory ostré spory, které přerostly do pouličních bitev. Městští prefekti byli nuceni k obnovení pořádku použít donucovací prostředky. V Siciniově bazilice došlo ke krveprolití, při němž údajně zahynulo 137 stoupenců Ursina (Ammianus Marcellinus). Ursinus byl poslán do vyhnanství v Galii.
Církevní historici svatý Jeroným a Flavius Rufinus se postavili na stranu Damasovu. Na synodu v roce 378 byl Ursinus odsouzen. Damasus byl ospravedlněn a jako papež potvrzen. Ursinus se ještě pokusil u římského prefekta obvinit Damasa z vraždy. Na přímluvu vlivných římských občanů však císař obvinění zrušil a všichni žalobci byli na nejbližším synodu exkomunikováni. Smutné zkušenosti vedly Damasa k tomu, že na zmíněném synodu také prosadil výzvu k součinnosti státu při naplňování církevních rozsudků. Vážnost papeže i církve těmito událostmi značně utrpěla.

### Zásluhy o rozvoj církve

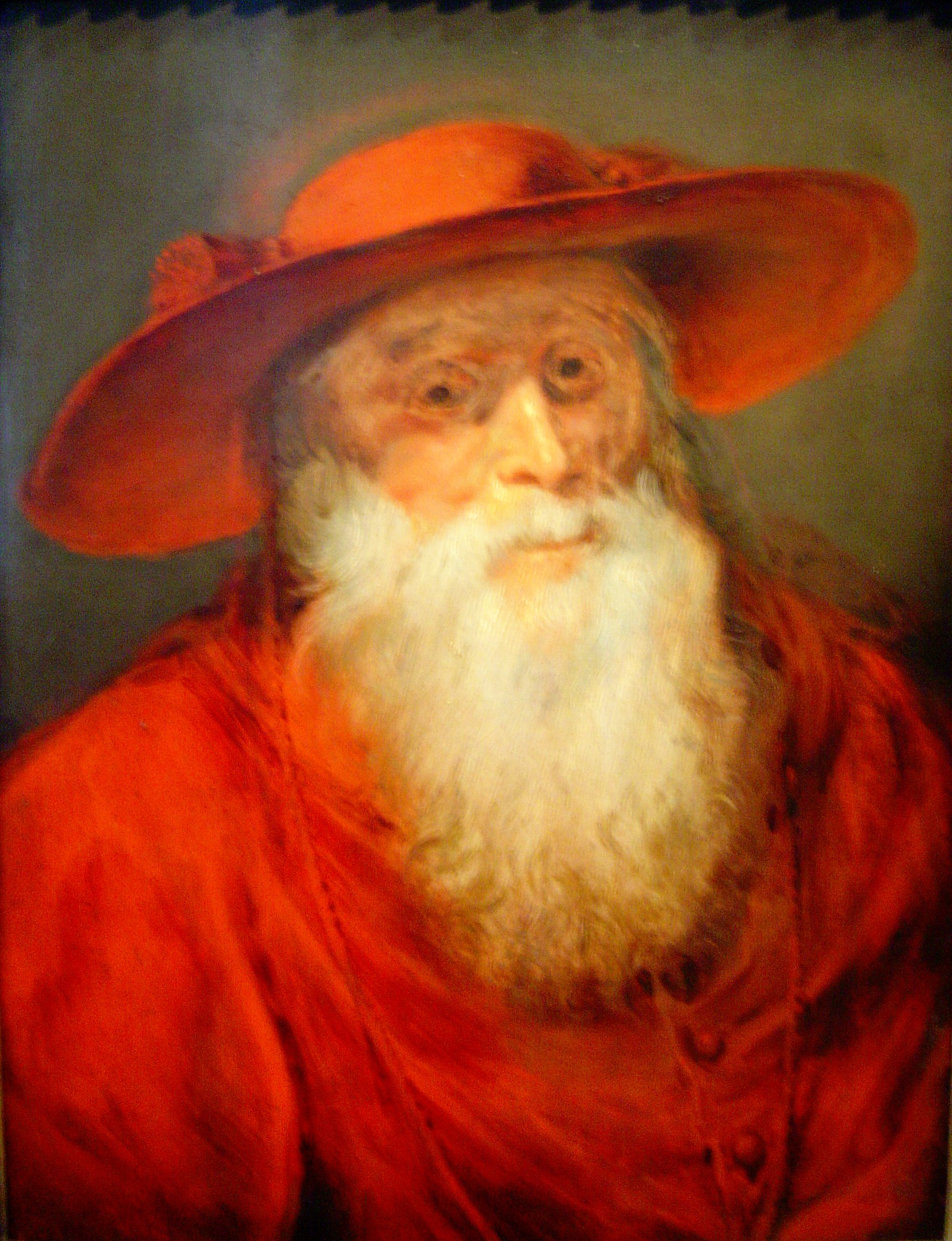
Svatý Jeroným (Peter Paul Rubens, 1625–1630

Problémy týkající se jeho osoby kontrastují se zásluhami na poli církevním.
Damasus I. byl aktivním ochráncem jednoty církve. Na dvou římských synodech (368 a 369) odsoudil Apollinerismus a Makedonianismus. Na První konstantinopolský koncil v roce 381 vyslal své legáty, aby vystoupili proti těmto herezím.
Pontifikát papeže Damasa připadá na druhou polovinu 4. století, dobu velkých spisovatelů a teologů: Svatý Basil Veliký, sv. Řehoř z Nazianzu, sv. Jan Zlatoústý, sv. Jeroným, sv. Ambrož a další. V době Damasově studoval v Římě jeden z nejslavnějších křesťanských myslitelů sv. Augustin.
Svým osobním sekretářem jmenoval významného teologa a církevního historika sv. Jeronýma. Byl to muž neobyčejně vzdělaný a prakticky řídil církevní politiku papeže. Damasus jej pověřil náročným a odpovědným úkolem provést revizi biblických textů.
      
Zásluhou sv. Jeronýma byl také na římské synodě r. 382 přijat dokument Decretum Gelasianum, kterým byl stanoven biblický kánon.

### Růst vlivu i vnější okázalosti církve
Damasus rovněž přispěl k liturgickému a estetickému obohacení městských kostelů. V druhé polovině 4. století podnikl rozsáhlou akci, jejímž cílem bylo evidovat a vyzdobit hroby mučedníků na římských předměstích. Navrhl obrazy a nápisy pro schránky mučedníků a papežů v římských katakombách a k jejich realizaci povolal významného kaligrafa Furia Dionysia Filocala. Snažil se dokázat, že největší sláva Říma netkví v antické minulosti, ale v křesťanské budoucnosti. Rozšíření a zkrášlení církevních obřadů, jakož i zdůraznění římského původu apoštolů Petra a Pavla, učinilo křesťanství přijatelným i pro římskou nobilitu, a naplnilo tak Damasův pastorační cíl.

### Boj proti herezi
Damasus zanechal nerozhodnosti svých předchůdců a rázně se postavil proti ariánství. Ujímal se biskupů, kteří byli ariány pro svou víru pronásledováni. V Římě nalezli útočiště např. Petr II., patriarcha alexandrijský, i Paulinus, patriarcha Antiochie. Na církevních sněmech v Římě (369) a v Cařihradě se zasloužil o odsouzení jak ariánství, tak i učení Macedoniovo o Duchu svatém. Přiměl císaře Theodosia I., aby vydal r. 380 dekret, že všichni jeho poddaní mají přijmout náboženství, „jež uchoval Petr a nyní vyznávají Damasus v Římě a Athanasius v Alexandrii“.
Damasus se usilovně snažil o potvrzení výsadního postavení římského biskupa i mezi východními patriarchy. Zastával názor, že první biskup římský sv. Petr byl první i mezi apoštoly, a proto jeho nástupci v Římě mají právo na obdobné výsadní postavení. Na východě nebyl tento požadavek přijat s pochopením. Svatý Bazil I. Veliký, biskup kaisareiský, obvinil Damasa, že nade vše staví svoji pýchu, zatímco jedinou a skutečnou hlavou křesťanstva je pouze Kristus.

### Problematika dataceTomus Damasi
Ve 4. století se v Římě konala s větší či menší pravidelností tzv. Římská setkání, kdy si v den svého zvolení papež zval biskupy, aby také, kromě slavení, projednali důležité teologické či pastorační otázky. Z těchto synod se nám dochovalo několik literárních památek, u nichž se ovšem obtížně určuje přesná datace. Samotní vědci se dohadují, ke kterému římskému synodu přiřadit jaký dokument. Snad nejzajímavější se problematika datace zdá u Tomus Damasi. Tento text totiž značně rozvíjí nauku o Duchu svatém. Otázkou zůstává, zda Východ ovlivnil Západ, či naopak. Byl-li totiž text sestaven na římském synodu roku 377 či 378, pak by pravděpodobně ovlivnil rozhodnutí druhého ekumenického koncilu konaného v Konstantinopoli roku 381 (První konstantinopolský koncil). Pokud byl sepsán na synodu v roce 382, pak tomu bylo naopak.

### Další činy
Přestavěl chrám San Lorenzo fuori le Mura (chrám sv. Vavřince za hradbami), což znamenalo jeho přejmenování na San Lorenzo di Damaso. Dnes je kostel zcela vestavěn do paláce Kancléřství.
Damasus též vyžadoval od ženatých kleriků zdrženlivost, a postupně tak připravoval půdu pro zavedení úplného celibátu. Sám sice psal verše a prózu o panenství, ale dobová svědectví jej popisují coby i ve vysokém věku pohledného muže nikoliv lhostejného k zájmu římských paní a dívek.
Papež Damas I. zemřel ve věku osmdesáti let 11. prosince roku 384 v Římě. Byl prohlášen za svatého, uctíván jako patron při horečce a jeho svátek se slaví 11. prosince. Damasovo jméno nese také hlavní nádvoří ve Vatikánském paláci.